# Konstantínos Zográfos
Konstantínos Zográfos (1796-1856) est un médecin, une personnalité politique et un diplomate grec. Il est ministre et l'un des premiers préfets du nouvel État grec (el), né de la révolution de 1821. 

## Biographie
Konstantínos Zográfos naît dans le village de Sólos (el) en Achaïe. Il est le fils de l'hagiographe Mavronikóla Zográfou. Il étudie la médecine à Pise et se lie d'amitié avec Aléxandros Mavrokordátos. Avec le déclenchement de la révolution, il part pour la Grèce et travaille d'abord comme médecin à Kalávryta. Il s'engage dans la politique, étant un partisan d'Andréas Zaïmis de Kalávryta. Il est élu comme mandataire à la 3e Assemblée nationale. Il participe à la troisième Assemblée nationale d'Epidaure et à la 3e Assemblée nationale de Trézène et est secrétaire général du gouvernement de Zaïmis. De 1832 à 1833, il est ministre des affaires militaires dans le gouvernement de Spirídon Trikoúpis et le 8 mai 1833, il est nommé préfet d'Arcadie. Il est l'un des dix premiers de Grèce et le 24 août 1833, il est nommé plénipotentiaire auprès de la Porte, c'est-à-dire ambassadeur de Grèce à Constantinople. Le sultan, cependant, le reconnaît officiellement, en décembre 1837. La même année, il est rappelé en Grèce et nommé ministre des affaires étrangères.
En 1839, en sa qualité de ministre des affaires étrangères, il se rend à Constantinople pour remettre la lettre de félicitations d'Otto au nouveau sultan Abdul Majid. Abdul Majid le reçoit le 7 décembre au palais, où il reçoit la plus haute décoration ottomane. Zográfos a œuvré pour un traité amical, qui a finalement été conclu le 3 mai 1840. Il s'agit du premier traité gréco-ottoman et il règle des années de problèmes économiques et surtout commerciaux entre les deux pays. Après son retour à Athènes, cependant, il se heurte à une opposition farouche, principalement de la part de ses adversaires politiques, car ils considèrent que le traité est préjudiciable aux intérêts grecs. Le cabinet du 11 mai le rejette, tandis que le Conseil d'État refuse de le ratifier. Ainsi, le 16 mai, il est contraint de démissionner de son poste ministériel et de se cantonner à l'opposition. Il participe à la révolution du 3 septembre 1843 et forme essentiellement le triumvirat politique du mouvement avec Andreas Londos et Andreas Metaxas. Plus tard, il est élu comme mandataire de Kalavryta à l'Assemblée nationale d'Athènes, puis en 1850, il est nommé par le gouvernement d'Antónios Kriezís comme ambassadeur de Grèce à Saint-Pétersbourg.
À l'âge d'environ 50 ans, il épouse Maria, la plus jeune fille de Mihail II Șuțu, âgée de dix-sept ans.
Il meurt en 1856  en France, alors qu'il y était en traitement.